# Chiconcuac de Juárez
Chiconcuac de Juárez est une municipalité de l'État de Mexico, au Mexique. Elle compte 19 656 habitants d'après le recensement de 2005.